# Fazil Iskander
Œuvres principales
Sandro de Tchéguem (1973—1988)
Fazil Abdoulovitch Iskander (en russe : Фазиль Абдулович Искандер) est un écrivain et poète russe d'origine abkhaze, né le 6 mars 1929 à Soukhoumi en Abkhazie soviétique et mort le 31 juillet 2016 à Peredelkino en Russie, à l'âge de 87 ans.

## Biographie
Son père était d'origine iranienne et sa mère d'origine abkhaze. Fazil Iskander est élevé en Abkhazie par sa mère, après l'expulsion de son père hors d'URSS en 1938. Récompensé par une médaille d'or, l'équivalent de la mention très bien en Union soviétique, à la fin de ses études secondaires, il entame les études à la faculté de philosophie de l'université de Moscou, qu'il abandonne pour l'Institut de littérature Maxime-Gorki dont il sort diplômé en 1954. Il débute comme journaliste à Koursk et à Briansk. En 1956, il devient le rédacteur au département abkhaze du Gosizdat (Comité d’État à la presse de l'Union soviétique). Son premier livre de poèmes Sentiers de montagne est publié à Soukhoumi en 1957, puis d'autres poèmes paraissent dans la revue Iounost (Jeunesse) en 1960.
Entré en littérature comme poète, il écrit en prose à partir de 1962, en particulier des cycles romanesques sur l'Abkhazie (Sandro de Tchéguem), des satires et des contes philosophiques.
Il participe en 1979 à l'édition de l'almanach littéraire Métropole avec un choix de textes critiques envers le régime soviétique.
On lui attribue le prix d'État de l'URSS en 1989 pour son roman Sandro de Tchéguem écrit entre 1973 et 1988.
Il reçoit pour son œuvre le prix Pouchkine en 1993 et le prix Triomphe en 1999. Il réside habituellement à Moscou. Il obtient le prix Malaparte en 1988.
Mort d'une insuffisance cardiaque le 31 juillet 2016, dans sa maison de campagne de Peredelkino, il est inhumé au cimetière de Novodevitchi.

## Publications
- Sandro de Tchéguem
- Le Buffle front large
- Les Lapins et les Boas
- Le Fruit interdit